# محمد رضوان (لاعب كرة قدم مواليد 1991)
محمد رضوان (بالإندونيسية: Muhammad Ridwan)‏ هو لاعب كرة قدم إندونيسي، ولد في 26 مارس 1991 في تانقيرانغ في إندونيسيا. لعب مع Persijap Jepara ‏.